# پیوتر کیوکوسکی
پیوتر کیوکوسکی (انگلیسی: Piotr Kiełpikowski؛ زادهٔ ۲۷ نوامبر ۱۹۶۲) ورزشکار شمشیربازی اهل لهستان است.
وی در مسابقات کشوری و بین‌المللی در مجموع برندهٔ ۱ مدال نقره، ۱ مدال برنز شده‌است.